# Bombardier Challenger 600
Bombardier Challenger 600 je poslovni zrakoplov s dva turboventilatorska motora. Do 1986. godine proizvodio ga je Canadair  kada kompaniju kupuje Bombardier Aerospace.

## Dizajn
Zrakoplov je 1976. godine pod nazivom LearStar 600 počeo razvijati bivši direktor Learjet-a Bill Lear. Prepoznatljiv po velikoj putničkoj kabini, obećavao je ugodno putovanje na dugim relacijama. Planiran je zrakoplov s tri motora ali kada je Canadair otkupio prava nastavljen je razvoj dvomotorca. Urađeno je malo preinaka na originalnom dizajnu. Jedna od njih je premještanje horizontalnog stabilizatora s repnog dijela trupa na vrh vertikalnog stabilizatora.

## Razvoj
Izrađena su tri prototipa, od kojih je prvi uzletio u studenom 1978. a sljedeća dva u ožujku i srpnju 1979. godine. Prvi se zrakoplov srušio nakon (eng.stall) gubitka uzgona pri kritičnom napadnom kutu. Uporabna dozvola izdana u kolovozu 1980. imala je ograničenja na maksimalnu težinu uzlijetanja od 14.970 kg, maksimalnu brzinu od 587 km/h i zabranu upotrebe negativnog potiska (eng. reverse thrust). 1983. godine Challenger CL-600 inačicu zamjenjuje poboljšana inačica CL-601.

## Inačice

### CL-601
- CL601-1A obnovljena inačica s ugrađenim zaobljenim završecima vrhova krila (eng. Winglet) radi smanjivanja otpora i s jačim motorima.

- CL601-1A/ER jedina modifikacija su dodatni rezervoari.

- CL601-3A – noviji motori i uvođenje "Glass cockpit" pilotske kabine s EFIS sustavom upravljanja.

- CL601-3A/ER jedina modifikacija su dodatni rezervoari.

- CL601-3R inačica većeg doleta radi dodatno integriranih rezervoara u repne površine.

### CL-604
- CL-604 je cjelokupno modificirana inačica koja osim jačih motora ima veći kapacitet goriva, potpuno je promijenjeno podvozje, promjene u konstrukciji krila i repnih površina i novi EFIS sustav upravljanja. Jedan zrakoplov srednjeg doleta ove inačice C-143A, izrađen je za potrebe kontrole i nadgledanja (obalna straža).

### CL-605
- CL-605 predstavljen je početkom 2006. godine kao poboljšana inačica CL-604 s novom elektronskom opremom i poboljšanjima u konstrukciji.

### CL-610
- CL-610 Challenger E trebala je biti putnička inačica s produženim trupom za smještaj 24 sjedišta. Nije izrađen niti jedan zrakoplov ali su na njegovim osnovama razvijani zrakoplovi Canadair Regional Jet-a.

## Tehničke karakteristike (CL-601-3A)
Osnovne karakteristike
- posada: 2
- kapacitet: do 19 putnika, ovisno o konfiguraciji
- dužina: 20,85 m
- raspon krila: 19,61 m
- površina krila: 48,3 m2
- visina: 6,30 m

Letne karakteristike
- najveća brzina: 851 km/h
- dolet: 6.236 km
- najveća visina leta: 12.500 m
- motor: dva General Electric CF34-3A turbofen motora

## Vanjske poveznice
- Bombardier Challenger 605 Službena stranica  Arhivirana inačica izvorne stranice od 17. listopada 2008. (Wayback Machine)
- Challenger 600 - Smartcockpit.com